# Als jij me kust (dan is het zomer)
Als jij me kust (dan is het over) è il primo singolo di Lindsay estratto dall'album De sleutel van mijn hart.

## Descrizione
Il singolo è entrato nelle stazioni radiofoniche il 17 settembre 2011.

## Video musicale
Il video è stato diffuso il 2 novembre successivo.

## Tracce
1. Als jij me kust (dan is het zomer)
2. Een Bosje Bloemen Voor Je Moeder